# トーマス・デーネ
トーマス・デーネ（Thomas Dähne, 1994年1月4日 - ）は、ドイツ・オベラウドルフのサッカー選手。ポジションはGK。ホルシュタイン・キール所属。

## 経歴
レッドブル・ザルツブルクのユースに入り、2013年5月26日のFKアウストリア・ウィーン戦でオーストリア・ブンデスリーガデビュー。
2015年8月10日、HJKヘルシンキに加入した。
2017年11月23日、ヴィスワ・プウォツクと2年半契約を結んだ。2019年12月24日のレギア・ワルシャワ戦では、主審しか見ることのできないVARを後ろから覗き込みイエローカードを受け、笑いを誘った。